# Maniac Mansion
Maniac Mansion è un'avventura grafica pubblicata a partire dal 1987 dalla Lucasfilm Games (poi LucasArts) per i computer Amiga, Apple II, Atari ST, Commodore 64, MS-DOS e infine per la console NES. Il gioco ha subito riscosso successo per l'introduzione dell'innovativa interfaccia, per la presenza di numerose scene d'intermezzo, di finali multipli, e la possibilità di affrontare l'avventura utilizzando personaggi dotati di peculiari caratteristiche e abilità. Inoltre, come la maggior parte delle avventure Lucas successive, è caratterizzato da una grande dose di umorismo e surrealismo.

## Trama
Il gioco comincia quando il protagonista, Dave Miller, scopre che la sua ragazza, Sandy Pantz, è stata rapita dal dottor Fred Edison, e decide di andare a salvarla con l'aiuto di due amici. Il giocatore può scegliere due amici fra una rosa di sei personaggi, e da lì in poi l'avventura si svilupperà in modo differente a seconda delle scelte effettuate. La trama è una chiara parodia dei film horror di serie B, con laboratorio segreto, tentacoli e la figura dello scienziato pazzo. All'inizio del gioco, una scritta recita «Vent'anni fa, oggi...» indicando gli eventi accaduti negli anni sessanta e precedenti al periodo di ambientazione del gioco, che è pressoché contemporaneo alla sua uscita, e cioè il 1987.

### Finale
Verso la fine del gioco i protagonisti dovranno entrare nel laboratorio del dottor Fred, dove si trova prigioniera Sandy, ma si troveranno la strada sbarrata da Tentacolo Viola; il modo in cui superarlo sarà diverso a seconda del personaggio utilizzato (anche se per Syd e Razor il procedimento è identico). Inoltre, sempre in base alla scelta iniziale, sarà diverso il modo con cui ci si dovrà sbarazzare del cattivo del gioco, che, come si scopre alla fine, non è Fred, ma una meteora aliena senziente, che l'ha reso suo schiavo. La decisione su come disfarsi della meteora spetta al giocatore, sempre in base alle capacità dei due personaggi selezionati all'inizio del gioco: tra le possibilità ci sono la morte della meteora, la sua prigionia a vita in una prigione aliena, la sua spedizione in cielo o un'apparizione in uno show in seconda serata con una parodia di David Letterman. Il gioco può anche terminare in caso di esplosione nucleare o della morte di tutti e tre i personaggi.

## Personaggi
All'inizio del gioco è possibile scegliere, fra sei disponibili, due personaggi da affiancare a Dave. Ognuno ha una capacità specifica, in base alla quale solo alcuni enigmi potranno essere risolti. Per i canoni dell'epoca, tale possibilità aumentava notevolmente la longevità del gioco, anche se alcuni personaggi sono, di fatto, identici (Syd/Razor e, in parte, Jeff/Bernard).
- Dave Miller: è il personaggio fondamentale, in quanto è il fidanzato di Sandy, ma non ha alcuna abilità particolare.
- Bernard Bernoulli, un "secchione" capace di smontare componenti elettronici complessi ma afflitto da un'incredibile codardìa. Ricompare in Maniac Mansion 2: Day of the Tentacle come protagonista.
- Razor è una sexy rockettara punk in grado di suonare diversi strumenti musicali. Questo personaggio è basato sulla fidanzata di Gary Winnick.[1] La sua band, Razor and the Scummettes, è menzionata in Zak McKracken and the Alien Mindbenders.
- Wendy è un'aspirante romanziera col talento della scrittura.[2]
- Syd è un musicista New wave con le stesse capacità di Razor.
- Jeff Woodie è un surfista. La sua abilità consiste nel riparare il telefono, cosa che può fare anche Bernard. Essendo scalzo, è l'unico personaggio che non emette suono mentre cammina, sebbene il particolare sia ininfluente ai fini del gioco.
- Michael F. Stoppe è un fotografo ed è in grado di sviluppare i rullini.

In aggiunta ai personaggi giocabili, molti altri coloriti personaggi popolano la villa di Maniac Mansion.
- Sandy Pantz, è la ragazza di Dave e viene rapita dal Dr. Fred per essere usata come cavia umana per i suoi esperimenti con la meteora.
- Dr. Fred, uno scienziato pazzo dotato di laboratorio segreto con tanto di reattore nucleare.
- Edna l'infermiera, una orripilante e vivace infermiera S&M, è la moglie del dottor Fred. Quando riesce a catturare uno dei personaggi maschili del gioco, lo rinchiude nelle segrete lamentandosi: "Che sciocca. Avrei dovuto legarti al mio letto!". I personaggi femminili sono invece apostrofati con la frase: "Per tua fortuna non sei un ragazzo, altrimenti saresti in GROSSI guai ora!"
- Weird Ed, il gigantesco figlio di Fred ed Edna, è un maniaco survivalista paramilitare dal grilletto facile, iroso e ossessionato dal suo criceto. In una nota sequenza, il giocatore può rubare il criceto, chiuderlo nel microonde e restituirne i resti a Ed, provocando la sua immediata reazione omicida. (Nella versione NES del gioco, un bug permette al personaggio che viene ucciso da Ed di ripresentarsi come "fantasma"; lo sprite del personaggio non compare, ma è comunque possibile muoversi all'interno delle schermate, ed è anche possibile completare il gioco con il personaggio "fantasma").
- Dead Cousin Ted, il cugino di Edna, è una mummia dotata della propria palestra privata, di una collezione di riviste porno e di un sarcofago con televisione incorporata. In Maniac Mansion tale personaggio non fa assolutamente nulla, a parte rivelare un numero di telefono, se si riesce a spostarlo dalla sua posizione. Ricoprirà invece un ruolo fondamentale nel seguito del gioco.
- Tentacolo Verde e Tentacolo Viola, un paio di colorati tentacoli parlanti e ambulanti, sono probabilmente i due residenti della villa più memorabili; il secondo gioco prende il nome da quest'ultimo. Verde è un aspirante musicista rock, Viola è il tirapiedi del dottor Fred. Mentre Verde diventa amico dei personaggi dopo che essi lo hanno sfamato, Viola, verso la fine del gioco, diventerà un ostacolo superabile solo tramite le capacità specifiche dei personaggi selezionati.
- Meteora Viola è una meteora malvagia e intelligente proveniente dallo spazio che, controllando la mente del dottor Fred, si rivela essere la causa della sua follia.

In Maniac Mansion fa la sua prima comparsa la pianta Chuck, nella biblioteca; Chuck si potrà trovare in pratica in tutti i successivi adventure della LucasArts, e in diversi giochi di altre case editrici. Chuck era il soprannome di Steve Arnold, l'allora presidente della Lucas, il quale sfidava sempre Gilbert ad inserire il suo soprannome nei giochi. Ron battezzò così la pianta carnivora di Maniac Mansion, e arrivò a dare il suo nome al pirata malvagio di Monkey Island Lechuck.

## Oggetti inutili
Il gioco è conosciuto anche per il suo "oggetto inutile", ovvero una motosega che viene recuperata immediatamente all'inizio del gioco, ma per la quale non è possibile trovare del carburante.
Trattandosi di un gioco della LucasArts, famosa per l'umorismo ai limiti del surreale, nel gioco successivo, Zak McKracken and the Alien Mindbenders, si può trovare della "benzina solo per motoseghe", ma nessuna motosega (senza contare che, tentando di raccoglierla, il protagonista si rifiuterà di farlo, dicendo che è per un altro gioco).
Nella versione migliorata per MS-DOS di Maniac Mansion, i protagonisti trovano un poster del gioco Zak McKracken nella sala giochi; osservandolo, il personaggio fa notare: "non ho mai capito cosa fare con la tanica di benzina su Marte."

## Versioni
Maniac Mansion, primo gioco ad utilizzare il linguaggio di scripting SCUMM, è stato realizzato originariamente per Commodore 64 nel 1987. È stato programmato da Ron Gilbert, David Fox e Carl Mey, e sceneggiato da Gilbert e Gary Winnick; quest'ultimo si è occupato anche della parte artistica (fondali e animazioni), mentre musica e sonoro sono opera di Christopher Grigg e David Lawrence. Nello stesso anno sono stati realizzati i port per Apple II e DOS; quest'ultima versione può essere visualizzata con scheda video EGA o CGA. Nel 1988 è stata realizzata una versione con grafica migliorata per DOS, Amiga e Atari ST, inclusa successivamente all'interno del seguito Day of the Tentacle, mentre una versione adattata alle potenzialità dell'hardware è stata realizzata da Jaleco per Nintendo Entertainment System.
Questa versione, localizzata in diverse lingue (tra cui l'italiano) è differente per molti aspetti rispetto a quelle per home computer: presenta infatti diverse censure sia grafiche (sono assenti dal gioco, ad esempio, una statua che riproduce le fattezze di una donna nuda o un poster di una mummia in posa da "playmate") sia del linguaggio. A tal proposito, nei primi anni '90, il programmatore Douglas Crockford, che si era occupato della conversione, scrisse una nota intitolata The Expurgation of Maniac Mansion nel quale dettagliava i problemi avuti con la Nintendo durante il suo lavoro.
Nel 2004 un gruppo di fan ha realizzato una versione gratuita non ufficiale con grafica in VGA a 256 colori, intitolata Maniac Mansion Deluxe.

## Accoglienza
Recensito per Commodore 64 su Zzap! nel dicembre 1987, fu posto al di fuori della sezione avventure (che all'epoca erano tutte gestite per mezzo del testo), e ottenne il titolo di gioco caldo e un punteggio di 93%. La parola SCUMM non venne utilizzata nella recensione. Ancora nel 1990 la rivista lo considera una pietra miliare e gli assegna gioco caldo e 90%.
Maniac Mansion per Amiga ottenne ben 99% da The Games Machine, e lo stesso per Atari ST, sebbene per quest'ultimo si segnali il movimento del mouse difettoso.
Molte altre furono le recensioni con giudizi superiori a 8/10 per ogni piattaforma.

## Sitcom
La Lucasfilm concepì l'idea per un adattamento televisivo di Maniac Mansion, i cui diritti furono acquistati da The Family Channel nel 1990. Le due società collaborarono con Atlantis Films per produrre una sitcom che prende il nome dal gioco, che debuttò nel settembre di quello stesso anno. La sitcom è andata in onda in Canada su YTV e su The Family Channel negli Stati Uniti. Basata in parte sul videogioco, la serie si concentra sulla vita della famiglia Edison e vede Joe Flaherty nei panni del Dr. Fred. Il suo staff di sceneggiatori era guidato da Eugene Levy. In seguito Gilbert affermò che la premessa della serie cambiò durante la produzione fino a differire notevolmente dalla trama originale del gioco. Al suo debutto, l'adattamento ha ricevuto recensioni positive da Variety, Entertainment Weekly e dal Los Angeles Times. Il Time la definì una delle migliori nuove serie dell'anno. Ken Tucker di Entertainment Weekly ha messo in dubbio la decisione di mandare in onda la serie su The Family Channel, dato l'umorismo sovversivo di Flaherty. Discutendo la serie in retrospettiva, Richard Cobbett di PC Gamer ha criticato le sue trame generiche e la mancanza di rilevanza per il gioco. La serie è durata tre stagioni, per un totale di sessantasei episodi realizzati.

## Sequel
All'inizio degli anni '90, la LucasArts incaricò Dave Grossman e Tim Schafer, entrambi i quali avevano lavorato alla serie Monkey Island, di progettare un sequel di Maniac Mansion. Gilbert e Winnick inizialmente hanno collaborato alla scrittura del progetto. Il team includeva la recitazione vocale e una grafica più dettagliata, che Gilbert aveva originariamente previsto per Maniac Mansion. Il design non lineare del primo gioco venne scartato e il team ha implementato uno stile visivo ispirato a Chuck Jones, insieme a numerosi enigmi basati sui viaggi nel tempo. Bernard e la famiglia Edison furono mantenuti come personaggi. Il sequel, intitolato Day of the Tentacle, fu rilasciato nel 1993, e venne fornito con una copia completamente giocabile di Maniac Mansion nascosta come Easter egg all'interno del gioco.